# Улькс
Улькс (итал. Oulx) — коммуна в Италии, располагается в регионе Пьемонт, в провинции Турин.
Население составляет 3119 человек (2008 г.), плотность населения составляет 32 чел./км². Занимает площадь 99 км². Почтовый индекс — 10056. Телефонный код — 0122.
Покровителем населённого пункта считается святой Рох.

## Демография
Динамика населения:

## Города-побратимы
- Сен-Дона-сюр-л'Ербасс, Франция

## Администрация коммуны
- Официальный сайт: http://www.comune.oulx.to.it/